# شاران راج
شاران راج هو مؤلف وممثل هندي، ولد في 27 أبريل 1958 في الهند.

## وصلات خارجية
- شاران راج على موقع IMDb (الإنجليزية)
- شاران راج على موقع قاعدة بيانات الفيلم (الإنجليزية)